# 中法战争
中法戰爭（法語：Guerre franco-chinoise），又稱清法戰爭（越南语：／?）是1883年至1885年間法國與大清爆發的戰爭，因大清試圖保護其藩屬越南而起。主要戰場位於越南北部，但也外溢至大清沿海、臺灣、澎湖等地。這場戰爭以法國勝利告終，其併吞越南北部，並進一步侵略大清西南腹地等地。
法國早在法蘭西王國時期便與越南接觸，但阮朝自明命帝後一反親法之政策，多次排外屠殺傳教士，引發法國於1858年發動懲越戰爭，佔領南圻。然法國國內對此地興趣不大，直到留地派稍佔上風後才準備拓土，試圖以此為據點向北進攻北圻乃至滲透雲南，並為此發動多次探測。1873年安鄴未經允許率法兵不足二百人赴北圻，取河內、海陽、寧平等地，但其後於12月22日陣亡，雙方簽訂第二次柴棍條約與柴棍商約，阮朝開放通商口岸、城市及紅河等河。
清廷雖對法國在越南的存在相當不滿，惟後者並無與大清發生沖突之念，直到1880年才重拾出征北圻的計劃。1881年法人李維業藉法國人被黑旗軍襲擊之事，率部攻佔河內。1883年初，法國再度進攻越南北部搶佔寧平、南定等城，然李維業被黑旗軍殺死，大為震怒的法國決定擴大戰爭規模。同年8月，波滑擅自率法兵進攻懷德但受阻，而孤拔則迅奪順安迫使越南簽訂順化條約。12月，法軍進攻含清兵在內的山西城，重創敵軍並奪該城，中法戰爭正式爆發。
1884年3月法軍再起攻勢，攻佔北寧、太原迫近中越邊境，恭親王奕訢之军机处倒台，雙方簽訂《中法簡明條款》。然6月一支法軍前去接管清軍營地時，雙方交涉失敗爆發戰鬥，清法兩方矛盾再起。同年8月，法艦先攻基隆後攻馬尾，殲滅福建水師。10月，當西線入越滇軍正圍宣光時，東線桂軍慘敗於郎甲、船頭等地，而台灣北部的局勢尚不明朗。1885年初，尼格里率部於豐谷大勝清軍，並接連攻佔諒山與鎮南關，冯子材趕往前線親自督戰，於鎮南關之役取勝。然清廷認為法軍已控制基隆與佔領澎湖，而清軍實無法繼續擴大戰果，應盡快議和換回台澎兩地，雙方於6月簽訂《中法新約》。
中法戰爭對大清政局與社會造成深遠的影響，包括：法國奪下大清藩屬國越南，透過該地打通大清西南的門戶，將廣西、雲南納入其勢力範圍，使兩地社會經濟半殖民化；清政府官員加強重視海防，成立海軍衙門與建臺灣省。

## 起因
19世紀下半葉，法皇拿破崙三世的法蘭西第二帝國開始侵入中國傳統的屬國越南。1857年法艦至越南謀議約，要求後者開港通商、寬教禁，但越南拒絕並調兵防備，雙方遂爆發武裝衝突。同年8月，越南再度大殺教士，時法正準備大舉犯華，移兵攻越南甚便，遂與同被大殺教士的西班牙發兵懲越。1858年8月31日，法國聯西班牙艦隊駛抵越南沱㶞港，翌日發通牒於越南守軍，未得到回應後攻佔該港。法軍乃以炮轟擊沿海沿江諸城鎮，多次打敗前來抵禦的越軍，迫使越南政府於1862年簽訂《柴棍條約》。越南依該條約割南圻邊和、嘉定、定祥三省予法，且開教禁，允許法國商船通行湄公河。1863年，越南承认原為越南和暹羅拉達那哥欣王朝的共同保護國柬埔寨是法国的保护國。
1870年到1871年的普法战争中法國大敗令第二帝國滅亡，暂时推迟了法国的進度。1873年11月，法蘭西第三共和國驻西贡总督杜白蕾派安鄴率军攻占河内以及海阳、宁平、南定等城。越南皇帝阮福時请當時在越南保勝地區活動的劉永福領導的独立武装「黑旗军」勤王。12月21日，黑旗军在河内近郊以600人配合越军突擊十多人的法軍分队，杀死安邺。阮福時為達到政治平衡，一方面和法國议和，於1874年3月15日签订了《第二次西贡条约》，承認越南是法國的保护國；另一方面則任命劉永福為“三宣副提督”管理宣光、兴化、山西三省，以黑旗军阻止法軍北上。
1879年6月，法国驻海防领事土尔克稱：「法国必须占领北圻……因为它是一个理想的军事基地，由於有了这个基地，一旦欧洲各强国企图瓜分中国时，我们将是一些最先在中国腹地的人。」
1881年7月，由法國總理茹费理主導的法国国民议会通过了二百四十万法郎的军费用於越南。1882年3月，法国西贡殖民政府派海军上校李威利（又译为李维业）率军数千於4月占领河内。1883年3月李威利一軍占领南定。阮福時再次邀請劉永福出兵，在越南黄佐炎一部的支援下，於5月19日在河内城西伏击法軍获得胜利，即纸桥之役殺李威利，法军阵亡35人，清越军阵亡50人。殘餘法軍只能死守河內。劉永福之後並升为“三宣正提督”。法国政府随即宣布要“为她的光荣的孩子复仇”，拨给河內法军350万法郎。
法國馬上任命西贡法军司令波滑（Alexandre-Eugène Bouët）繼任东京法军统帅，并成立由海军少将孤拔為統帥的东京舰队。8月，波滑沿红河进攻黑旗军，同時孤拔率海军进攻越南首都顺化。波滑一軍损失很大，波滑本人則被遣返巴黎。但孤拔一军却攻入顺化，阮福時正好病死，繼位的越南（安南）皇帝阮福昇於8月25日和法國签订《第一次顺化条约》。

## 過程

### 前期陆战
光绪九年十一月（1883年12月），孤拔帶領的法军进攻驻扎在越南红河三角洲东京（越南称“北圻”）的清军并佔領了該地，中法战争自此爆发。
1884年2月，孤拔改為艦隊統帥，米乐代替孤拔統領法國陸軍，率一万六千人進攻北寧市的四十营清軍。3月12日，北宁失守。以后清陸軍敗潰，接連丟掉了太原和兴化。慈禧太后罢免恭親王奕訢首席军机大臣和總理衙門领班大臣的职务，五名军机大臣全部罢免或降职，改由禮親王世鐸和庆亲王奕劻掌控中枢，并派直隸總督李鸿章為代表与法国议和。
5月11日，李鸿章与法国代表福禄诺在天津签订了《中法会议简明条约》（又称《李福协定》），双方保证越南的独立地位（实际上承认法国对越南的保护权），中国开放中越边境与法国通商。
5月17日，福禄诺通知李鸿章法国已派巴德诺为全权公使会议详细条款，并单方面规定在越南北部全境向清朝军队原驻地分期“接防”的日期。李鸿章既没有同意，也没有明确反对，且未上报慈禧。
6月6日，法国政府与越南（安南）阮朝皇帝阮福明订立《第二次順化條約》，否定了清朝對越南的宗主權。
6月23日，按福禄诺代表的法國政府的部署，一支800人法军到谅山附近的北黎接防，要求清军立即退回中國境内。但清朝驻军仅接到李鸿章通知的撤军意向还未接正式命令（李一直没有接受法国提出的撤兵日期），不敢決定，要求法军向北京发电要来命令才能執行。法军强硬前进走进清朝军队阵地，清军开火，造成“北黎事件”（中國因稱“北黎”為“观音桥”而稱“观音桥事变”）。法军死24人，清军伤亡三百。法国一时舆论大哗，一致认为中國背信弃义，法国隨即照会清政府要求所有清軍從越南撤出，并赔偿军费两亿五千万法郎（约合白银三千八百万两）。慈禧太后派两江总督曾国荃於7月下旬在上海与巴德诺谈判未果，雙方重啟戰端。

### 海战及臺澎戰場

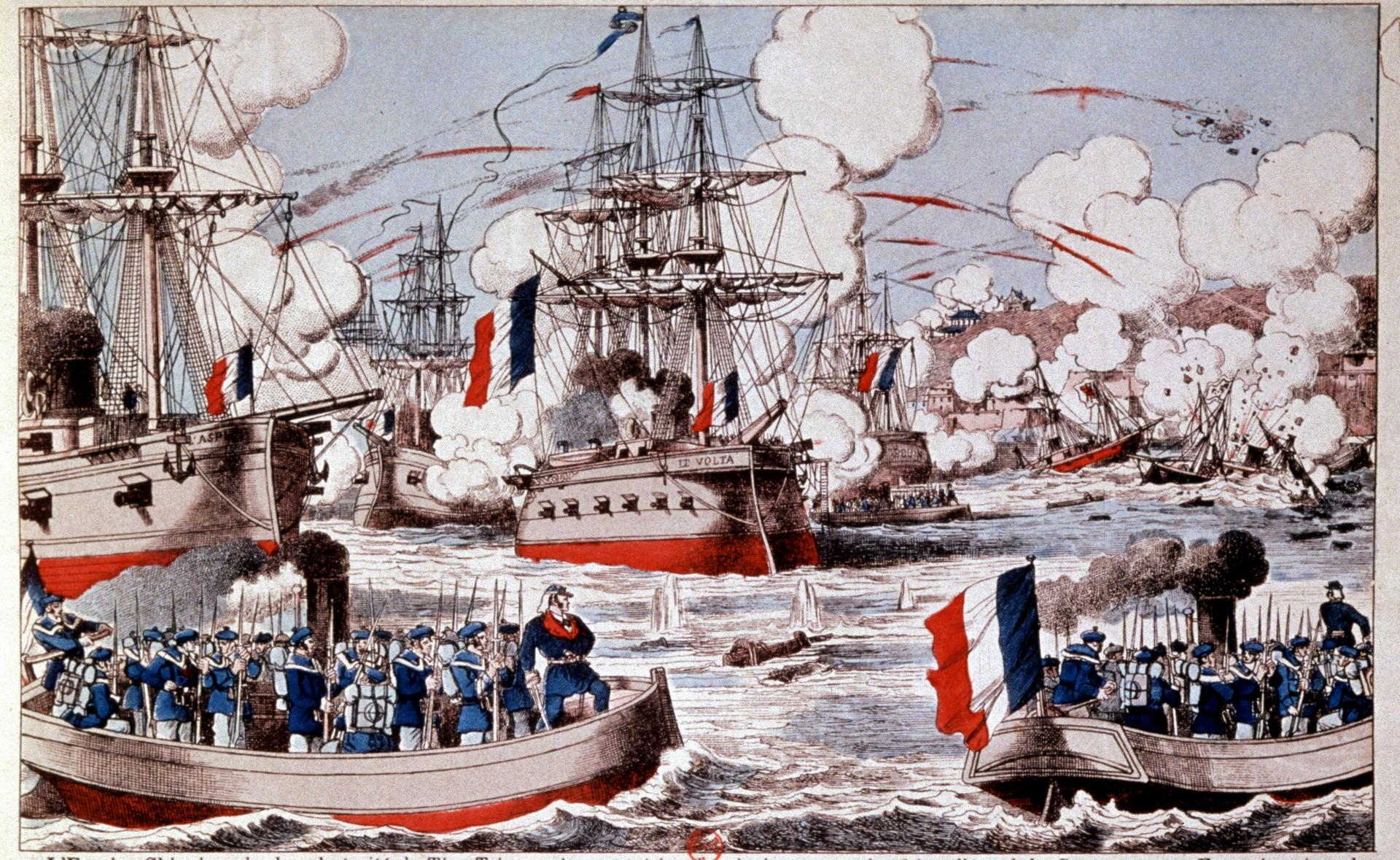
法軍砲轟馬尾造船廠

1884年8月5日，由於雙方談判破裂，法國希望佔領基隆煤礦（今八斗子清國井）和破壞马尾造船廠逼使清廷和談，於是令東京灣艦隊司令李士卑斯率領三艘戰艦強攻基隆，正式揭開攻台戰事序幕。法軍先對基隆港東的大沙灣砲台（今大沙灣石圍）開火，砲台營官姜鴻勝督砲還擊，五發砲彈中有三發擊中法軍旗艦，但三艘法艦火力猛烈，摧毀守軍砲架，並引發一處彈藥庫爆炸，火勢延燒到緊鄰的村莊。10時許法軍派遣陸戰隊約200名由二沙灣登陸，佔領一處高地（今無線山），午後再派水雷分隊徹底破壞佔領區內的砲台設施。姜鴻勝所部則接獲密令撤退，官兵傷亡60餘人。隔日法軍派遣陸戰隊攻入雞籠市街時卻遭清軍福甯鎮總兵曹志忠伏擊而敗退回艦。李士卑斯只好率領艦隊回到馬祖。
由於在基隆的作戰失利，1884年8月22日，法國海軍部長命令中國海艦隊司令孤拔攻擊清朝南洋水師，摧毀福建沿岸海防設施。馬江之役，孤拔乘窩爾達號率遠東艦隊全歼驻福建馬尾的福建水师。時任日本「天城」舰舰长的東鄉平八郎也率艦隨法軍遠東艦隊觀察戰局；後來法軍攻打臺灣時，東鄉亦隨行觀察。
10月初，法舰转而进攻台湾；刘铭传於10月3號抽調兵力回防滬尾（今新北市淡水區），留下300多名兵力防守獅球嶺及基隆河。到10月4日，獅球嶺被法軍攻下；10月7日至8日法軍800名海軍陸戰隊攻向淡水，當時劉銘傳已事先抽調兵力預防法軍來犯，並且沉船、巨石，守江封港，堵住淡水河口，並在沙崙海岸築堡壘據守，防止法軍直接突入淡水河、控制台北城，且在英方的協助下於淡水河口以水雷佈防，清軍在淡水由台灣總兵章高元、漳州總兵孫開華領兵力抗法軍進攻，法軍陸戰隊只好在淡水河口搶灘登陸，雙方彼此往返衝殺，死傷慘重，最後法軍不支撤退，台北滬尾之圍稍解。10月13日，清軍再增援鄉勇團練，兵力增至6000多人，由於法軍強攻淡水不下，準備再改由基隆方面攻向大稻埕，並从10月23日起对台湾实行海上封锁。同時，清軍銘字部也再由卑南調軍增援，法軍則增兵至1800人進攻基隆；11月11日，曹志忠欲奪回獅球嶺陣地，發動獅球嶺戰役，仍被法軍擊退，至11月18日法軍欲攻下月眉山，於是1885年1月25日法軍發動第一次月眉山之役，清軍由曹志忠、林朝棟、張仁貴三部共同協防，但不敵法軍，清軍退至基隆河南岸據守暖暖，情勢緊張。從1884年10月到一直到隔年1885年4月，法軍曾多次試圖進軍台北，卻因疾病和大雨而受阻，一直被困於基隆地區：1885年初，法軍海军陸戰队和從馬賽調來的援軍法國外籍兵團从基隆向台北进攻，霧峰林家所率領的棟軍及北部鄉勇團練協助劉銘傳成功擋下法軍攻勢；至第二次月眉山戰役，法軍始攻佔月眉山，但仍被阻於基隆河北岸，未能渡過基隆河，基隆的法軍公墓、基隆河南岸的暖暖金山寺塹壕、碇內尖砲台，就是當年戰後所留下。

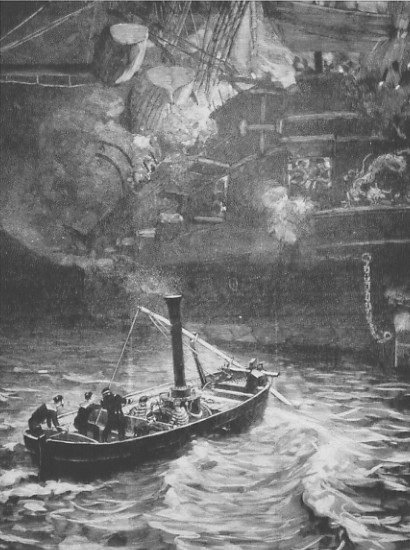
法国小艇用杆雷攻击驭远号

封鎖台海期間，法軍舰隊截擊清軍南洋水師5艘往援台灣的軍艦，在浙江石浦击沉驭远与澄庆，並追擊其餘3艦至杭州灣口，與鎮海砲台對峙駁火。3月底，由於法軍困於基隆，未能佔領台北，需要掌握更好的談判條件，於是出兵攻佔澎湖，但法軍艦隊司令孤拔也於6月11日因病死於澎湖媽宮（現為澎湖縣馬公市）。

### 后期陆战

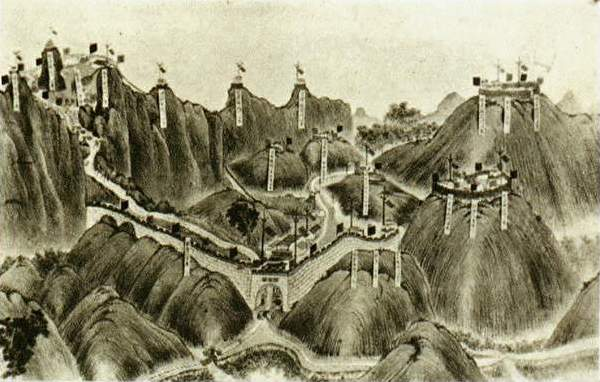
鎮南關清軍布防圖

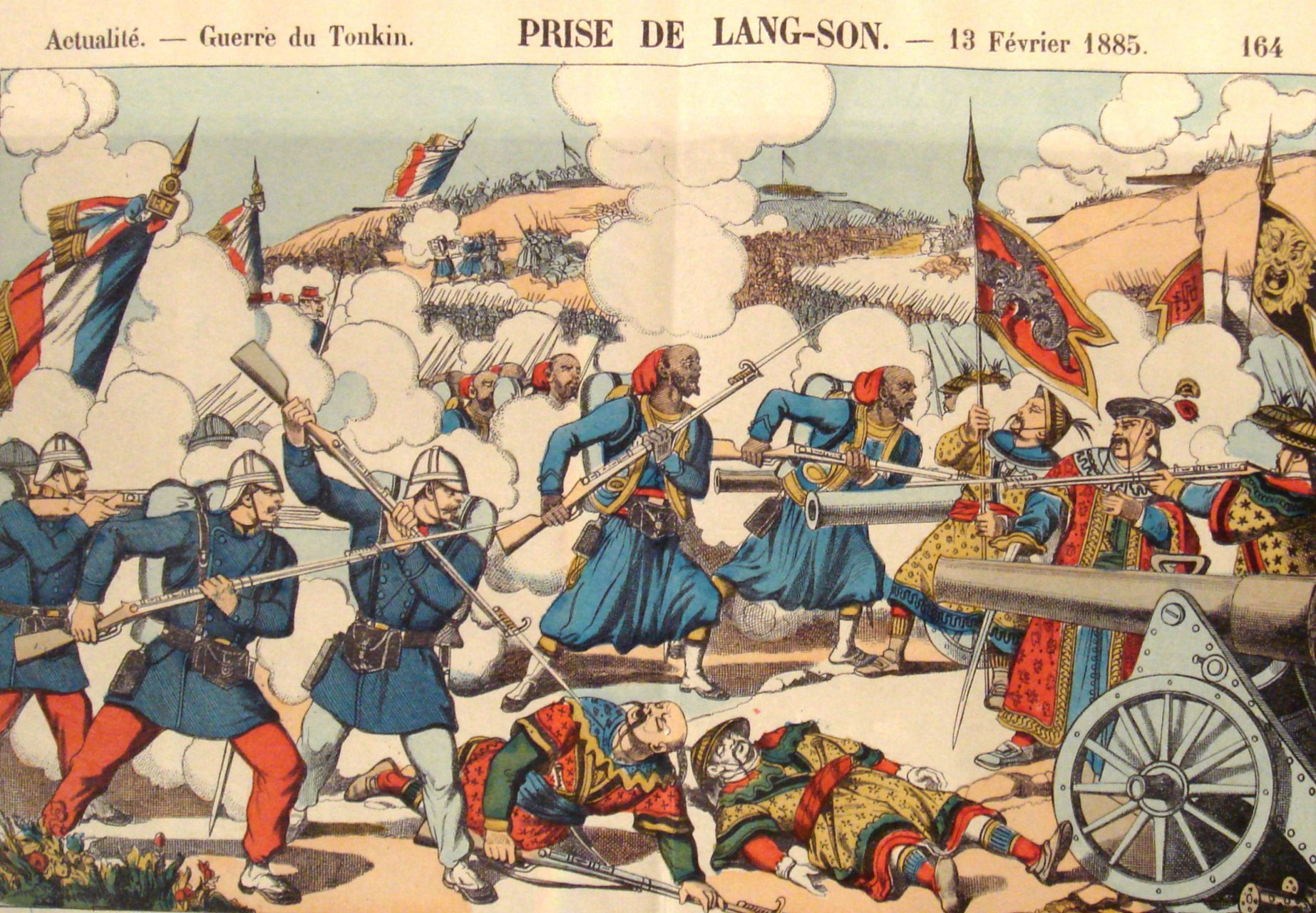
1885年2月13日法军攻占谅山

1884年两广总督张之洞急调广西提督冯子材指挥战斗。冯子材在关内选择险要地势，挖壕修筑炮台。然后出兵夜袭法军驻地文渊城，诱使法军进攻。
1885年3月23日法军第2旅900余人从谅山出发，攻入镇南关，遭到清军及黑旗军43,000人的伏击；冯子材指挥「黑旗军」以及「恪靖定边军」进攻，将法军逼下长城，陷入伏击圈。3月24日，法军分三路发起反击，66歲的冯子材及二子亲身投入肉搏戰，经过两天激战，法军伤亡93人，戰线崩溃；清軍乘胜追击，3月26日攻克文渊城，3月28日攻克驱驴（Ky Lua），3月29日克谅山，3月31日克屯梅、观音桥，法國總理茹費理內閣引咎辭職。然而茹剛一辭職法國就同意「應先前要求」給越南法軍墊付五千萬法郎「人們認為是法國戰爭計劃的象徵」表明法國絲毫也不打算停止戰爭。4月4日，清廷和法方協議停戰；慈禧乃下诏撤军。

## 结局及影響
1885年3月30日，赫本哲放弃谅山的消息传到法国，法国议会以306对149票否决“军费追加案有先议权”议案，总理茹费理旋引咎辞职。
清朝财政方面，四川总督丁宝祯在1884年就拿不出供鲍军的十万两银，说“鲍超军需甚重，措办为难”而海战失败后清政府清楚已无法阻止法国军舰北上大沽口，同时朝鲜又发生甲申政变，张之洞五营兵勇和物资因此不能支援台湾。于是在1885年初出现了日本和法国结盟攻击清朝的危险“而正是由于4月和法国议和，才消除了这种危险。”
在英国赫德等人调停下，清廷以李鴻章為全權代表與法国公使巴德诺在天津会谈，於1885年6月9日簽訂《中法新约》（即《中法会订越南条约十款》），主要内容就是确认1884年先前法国與越南签订的《第二次顺化条约》，其中承認了法國對越南的宗主权。和約簽訂之後，法国军队撤出澎湖，停止对台湾的封锁，清朝军队撤出越南。
湘軍元老左宗棠對於李鴻章签訂的條款十分不能諒解，對他作出如下批評：「对大清而言，十个法国将军，也比不上一个李鸿章坏事」；「李鸿章误尽苍生，将落个千古骂名」。淮系潘鼎新等也反击對「恪靖定边军」首领王德榜、台湾道道尹刘璈等左系人物攻訐。
就《中法新約》條款，有一派看法認為前約簽訂時戰局對中國不利，談判新約時李鴻章卻未善加利用後期對中國漸趨有利的戰局，堅持修約，終使中國喪失一大藩屬。然而另一看法認為新約內容尚稱合理，因為在停戰前，越南90%以上領土及主要城市（包括順化、河內、西貢）都已由法軍控制，而清軍只奪回諒山。
戰爭後，清政府進一步意识到了海防的重要性，乃加緊建立北洋舰队，並於臺灣設省，开始大力建設。
另外，在英屬香港，當地華人同樣採取了行動，為了支持清廷而發動大罷工，香港政府雖然以鎮壓的手段來制止，但最後仍然妥協，這也是香港華人在殖民地時期開始爭取權利的第一步。且透过中法战争的经过过程，日本旁观者清，得知中国军政分数派，不足为惧，在1894年的甲午战争中獲得大胜。

## 註腳
1. 1 2  陳悅（2018年），第4页
2. 1 2  中法战争史研究会：二（1986年），第43-45页
3. ↑  費正清 & 劉廣京（1996年），第294页
4. 1 2  中法战争史研究会（1992年），第61页
5. ↑  姜鳴（2021年），第213页
6. ↑  中法战争史研究会：ㄧ（1986年），第1-3页
7. 1 2  黃振南（2005年），第463页
8. ↑  牟安世（1955年），第94页
9. ↑  龍永行（1994年），第160页
10. ↑  廖宗麟（2002年），第743页
11. ↑  李則芬（1985年），第424页
12. ↑  姜鳴（2021年），第205-206页
13. 1 2 3  龍永行（1994年），第71页
14. ↑  廣西社會科學編輯部（1986年），第70页
15. ↑  廖宗麟（2002年），第624页
16. 1 2  龍永行（1994年），第70页
17. 1 2 3  林君成（2008年），第5-13页
18. 1 2  Mounier-Kuhn（2005年），第69页
19. 1 2  林君成（2008年），第2-30页
20. 1 2  Mounier-Kuhn（2005年），第265页
21. 1 2  廖宗麟（2002年），第1-2页
22. 1 2  邵循正（2002年），第24-25页
23. ↑  中法战争史研究会（1992年），第38页
24. ↑  廖宗麟（2002年），第3页
25. ↑  依罗神甫《法国——东京回忆录》，转引自［越］陈辉燎《越南人民抗法八十年史》第一卷（1960年中译本），第41页。
26. ↑  Thomazi, Conquête, 158–60
27. ↑  钦州师范高等专科学校学报2002.02《镇南关大捷后法国对华政策试析》
28. ↑  清德宗实录卷192十年八月
29. ↑  《新编剑桥世界近代史》11卷16章
30. ↑  趙爾巽等《清史稿 王德榜传》